# 蘭格 (姓氏)
蘭格 或者 朗格尔（德語：Langer）可以指：
- 羅伯特·蘭格（英語：Robert Samuel Langer, Jr.，1948年8月29日－），美國生物工程學者。
- 伯納德·蘭格（德語：Bernhard Langer，1957年8月27日－），德國職業高爾夫球手。
- 麥可·蘭格（德語：Michael Langer；1985年1月6日－），奧地利足球運動員。
- 卢齐娜·朗格尔（波蘭語：Lucyna Langer，1956年1月9日－），波兰女子田径运动员，主攻跨栏。

|  | 本页或本分段罗列了姓氏为「蘭格 (姓氏)」的人物。 如果是一个指代特定个人的内链将您引导到本页，請考慮修正該人物的名字以將链接指向正確的條目。 |